# Edward Nowicki (rzeźbiarz)

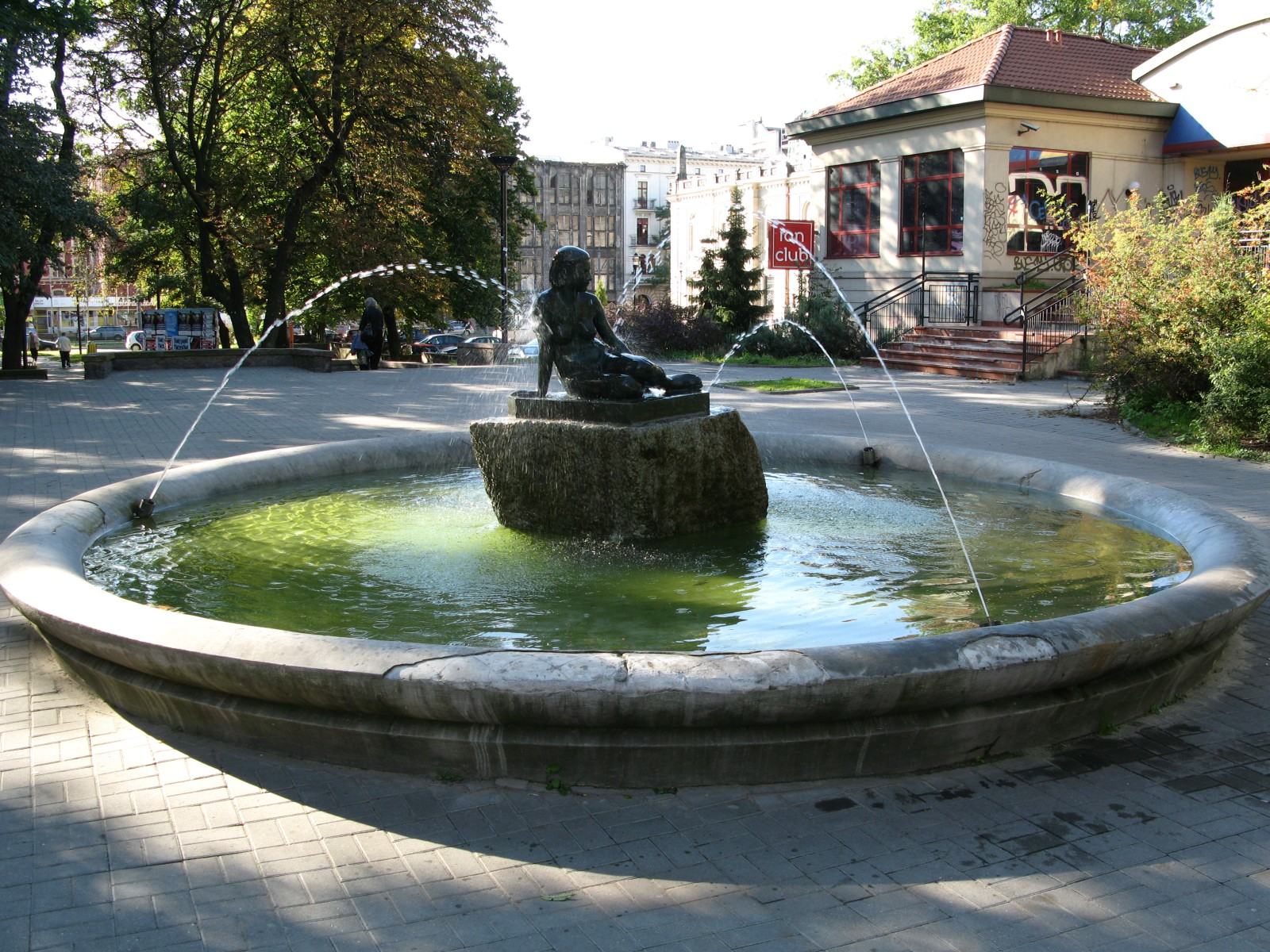
Fontanna Syrenka autorstwa Edwarda Nowickiego w pasażu Rubinsteina w Łodzi (2010)

Edward Nowicki (ur. 15 listopada 1911 w Jekaterynosławiu, zm. 20 grudnia 1998 w Łodzi) – polski rzeźbiarz.

## Życiorys
Nowicki był synem Juliana Nowickiego – pracownika kolei i rzeźbiarza amatora i Petroneli z d. Złotogórskiej. Wraz z rodziną w 1922 przeniósł się do Polski, gdzie uczył się w gimnazjach w Białymstoku, Baranowiczach i Stoplcach. W 1931 zamieszkał z rodziną w Wilnie, gdzie podjął studia na Wydziale Sztuk Pięknych Uniwersytetu Stefana Batorego, na którym studiował rzeźbę w pracowniach Bolesława Bałzukiewicza, Henryka Kuny i malarstwo w pracowniach Ferdynanda Ruszczyca i Ludomira Slendzińskiego. W Wilnie Nowicki należał do cechu św. Łukasza, był członkiem Stowarzyszenia Studentów Wydziału Sztuk Pięknych Uniwersytetu Stefana Batorego, którego od 1937 był prezesem. Nowicki był stypendystą Funduszu Kultury Narodowej, a w latach 1935–1939 stypendystą stypendium im. F. Ruszyca. W 1936 uzyskał nieoficjalny dyplom z rzeźby, w latach 1937–1939 był asystentem Henryka Kuny w Katedrze Rzeźby Uniwersytetu Stefana Batorego. W grudniu 1939 oficjalnie obronił dyplom artysty rzeźbiarza i dyplom pedagoga.
W latach 1939–1940 należał do Związku Zawodowego Plastyków w Wilnie, w latach 1940–1941 był pracownikiem działu projektów fabryki przemysłu artystycznego w Wilnie, od 1940 był członkiem Związku Artystów Plastyków Radzieckich w ZSRR oraz konsultantem artystycznym i rzeźbiarzem miejskim w Biurze Urbanistycznym Zarządu Miejskiego miasta Wilna. W latach 1943–1945 był zastępcą kierownika Grupy Planowania Miasta „Komprojekt” w Wilnie. Podczas II wojny światowej wraz z rodzicami ukrywał Żydówkę Zofię Świrską, a w mieszkaniu jego rodziców znajdował się punkt kontaktowy Armii Krajowej. Przed i podczas II wojny światowej pracował nad licznymi rzeźbami, z których znacznej części nie dokończył, ze względu na działania wojenne. 1 listopada 1946 wraz rodzicami przeniósł się na stałe do Łodzi jako repatriant, uzyskując pomoc władz poprzez udostępnienie wagonów kolejowych, w których przetransportował swoje i innych artystów rzeźby (m.in. Aleksandra Szturmana i Ferdynanda Ruszczyca) do Polski.
Nowicki w Łodzi uzyskał miejsce na swoją pracownię w dawnych zabudowaniach gospodarczych Heinzlów w parku im. Adama Mickiewicza w Łodzi, które należały do Łódzkiego Przedsiębiorstwa Ogrodniczego. Pracował jako rzeźbiarz oraz uczestniczył w konkursach rzeźbiarskich, w tym w 1946 na projekt pomnika Tadeusza Kościuszki, którego przedstawił na koniu, jednak jego koncepcja nie została zaakceptowana. W związku z brakiem zleceń oraz życiem w rodzinie wielodzietnej artysta popadł w biedę, zalegając za czynsz ŁPO, które chciało go eksmitować. W 1972 wyrokiem sądu Nowicki uniknął eksmisji. Sytuacja ta przyczyniła się do zaognienia relacji z ŁPO, którego pracownicy niszczyli szyby w jego pracowni, a następnie jego rzeźby.

### Życie prywatne
Był synem Juliana i Petroneli ze Złotogórskich. Żoną Nowickiego była Dobrochna Nowicka, z którą miał dziewięcioro dzieci, w tym córkę – Adrianę Nowicką – rzeźbiarkę.
Został pochowany w części ewangelicko-augsburskiej Starego Cmentarza w Łodzi (sektor 4_Z, rząd 1, nr grobu 41).

## Realizacje
- maska pośmiertna Władysława Strzemińskiego (zniszczona przez wandali)[2][4],
- rzeźba „Dziewczyna” z brązu,
- pomnik nagrobny Magdy Sobczak lub Marii Sobczak – tragicznie zmarłej uczennicy, na Starym Cmentarz w Łodzi[2],
- rzeźba „Chłopiec z żaglówką”, usytuowana do lat 90. XX w. w parku im. Henryka Sienkiewicza w Łodzi[4]
- herby miast polskich umieszczone na fasadzie Bursy Szkolnej przy ul. Długiej w Warszawie[2],
- Fontanna Syrenka w pasażu Rubinsteina w Łodzi,
- Pomnik Matki Boskiej dla kościoła w Stołpach,
- „Głowa wietnamskiego studenta” (zniszczona przez wandali)[4],
- Rzeźba Matki Boskiej do kaplicy w Landwarowie[4],
- Tymczasowe pomniki Włodzimierza Lenina i Józefa Stalina na placu Ratuszowym w Wilnie(inne języki) (1940, wraz z Tadeuszem Godziszewskim)[8].

## Nagrody
- I nagroda w konkursie na projekt pomnika Kacpra Bekiesza w Wilnie (1937)[2],
- nagroda w konkursie na pomnik Kazimierza Pułaskiego[4],
- I nagroda w konkursie na rzeźbę sportową w Warszawie (1938),
- Nagroda Wojewody Wileńskiego za 2-metrowy akt „W kąpieli” (1939),
- III nagroda za obraz sztalugowy, rzeźbę i płaskorzeźbę (1965)[2].